# GO-221
A GO-221 é uma Rodovia Estadual transversal do Brasil. Seu ponto inicial fica na cidade de Iporá (GO), e o final, em Doverlândia (GO). Passa pela cidade de Palestina de Goiás e Caiapônia.
Serve, dentre outras, as seguintes cidades:
- Caiapônia (GO)
- Doverlândia (GO)
- Iporá (GO)
- Palestina de Goiás (GO)

Sua extensão é de 187 Km.